# Atrachorema mangu
Atrachorema mangu là một loài Trichoptera trong họ Hydrobiosidae. Chúng phân bố ở miền Australasia.